# Blender 3D
 Der er for få eller ingen kildehenvisninger i denne artikel, hvilket er et problem. Du kan hjælpe ved at angive troværdige kilder til de påstande, som fremføres i artiklen.

 For alternative betydninger, se Blender. (Se også artikler, som begynder med Blender)
Blender er et avanceret gratis open source-computerprogram til fremstilling af 3D-billeder og -animationer. Programmet er kompatibelt med de fleste store styresystemer som Windows, Linux, Mac OS X, Solaris, Irix, FreeBSD m.fl. Programmets funktionaliteter inkluderer modellering, animering, rendering, UV mapping, partikel- og væskesimulering, compositing, spiludvikling og integreret Python.

## Historie
Programmet startede som et internt produceret værktøj ved det tyske NeoGeo-animationsstudie med hovedsæde i Holland. Efter stiftelsen i 1988 voksede virksomheden og blev hurtigt den største 3D-animationsvirksomhed i Holland. Ton Roosendaal, som både var medstifter af NeoGeo og ansvarlig for den interne softwareudvikling i virksomheden, besluttede i 1995 at deres in-house animeringsværktøj havde brug for at blive omskrevet fra bunden. Det blev besluttet, at programmet fra nu af skulle kaldes Blender inspireret af en sang af bandet Yello.
Efter den store succes med NeoGeo stiftede Ton Roosendaal endnu et firma ved navn Not a Number (NaN), som skulle videreudvikle Blender til et gratis multiplatform 3D-modelleringsværktøj. NaNs idé om at stille professionelt 3D-værktøj til rådighed for enhver, der ønskede det. Dette gjorde virksomheden til et stort hit. Virksomheden tiltrak mange investorer og fik i år 2000 et finansielt tilskud på 4,5 millioner euro, som gav det mulighed for at udvide. Det var også i år 2000, version 2.0 af Blender blev udgivet. En af de nye funktioner i programmet var bl.a. en indbygget game-engine.
Succesen holdt ikke længere end til 2001, hvor ambitionerne og virksomhedens potentiale ikke kunne holde. Deres første kommercielle produkt, Blender Publisher, solgte slet ikke så godt, som de havde håbet, og virksomheden gik konkurs, hvilket også betød, at al udvikling af Blender stoppede.
På trods af version 2.0's fejl og mangler, havde Blender opbygget en brugerbase på over 250.000 brugere fra hele verden. Denne store forsamling ønskede ikke, at projektet skulle gå i glemmebøgerne. Derfor oprettede Ton Roosendaal i marts 2002 "The Blender Foundation", hvis primære formål var at sikre en videreudvikling af produktet. Foreningen startede den store "Free Blender"-kampagne for at indsamle penge nok til at købe rettighederne til Blender fra NaN-investorerne. Kampagnen blev en succes og havde på blot syv uger indsamlet de 100.000 euro, de skulle bruge.
Søndag 13. oktober 2002 blev Blender-kildekoden udgivet under GNU General Public Licens. Udviklingen af programmet forsætter stadig den dag i dag under ledelse af Blender-fonden med Ton Roosendaal i spidsen.

## Rendering
Blender er også kendt for sine gode 3D-renderingsmuligheder. Blender har to renderengens: Cycles og Eevee. Cycles kan rendere scener, så de ser meget virkelighedstro ud, men det er meget krævene for computeren og tager derfor lang tid. Eevee kan rendere scener hurtigt, men resultatet bliver ikke nær så realistisk, som hvad man kan rendere med Cycles. Eevee svarer til de renderengens som bruges i mange 3D-computerspil.

## Game Engine
Siden version 2.0 har Blender haft Bullet (fysik-motor) som en integreret del af kernen. Bullet er et selvstændigt open source-projekt. Med Blender som interface og Python som scripting-sprog kan man let og hurtigt få et spil op at køre. Blender giver ikke kun mulighed for at oprette tyngdekraft på udvalgte objekter, men håndterer også kollision og friktion uden behov for opsætning.
Udover muligheden for scripting til Bullet kan man også programmere funktioner grafisk direkte i standard interfacet. Blender inddeler denne grafiske form for programmering i tre sektioner: Sensors, controllers og actuators. Disse tre kategorier giver adgang til bl.a. håndtering af keyboard og mus, kollisionsdetektion, bevægelse, lyd og logiske operatorer.
Bullet giver også adgang til avanceret fluid dynamik og tågesimuleringsteknikker.